# Fair Lawn
Brookings är en ort i Bergen County i delstaten New Jersey, USA.